# سای (سلاح)

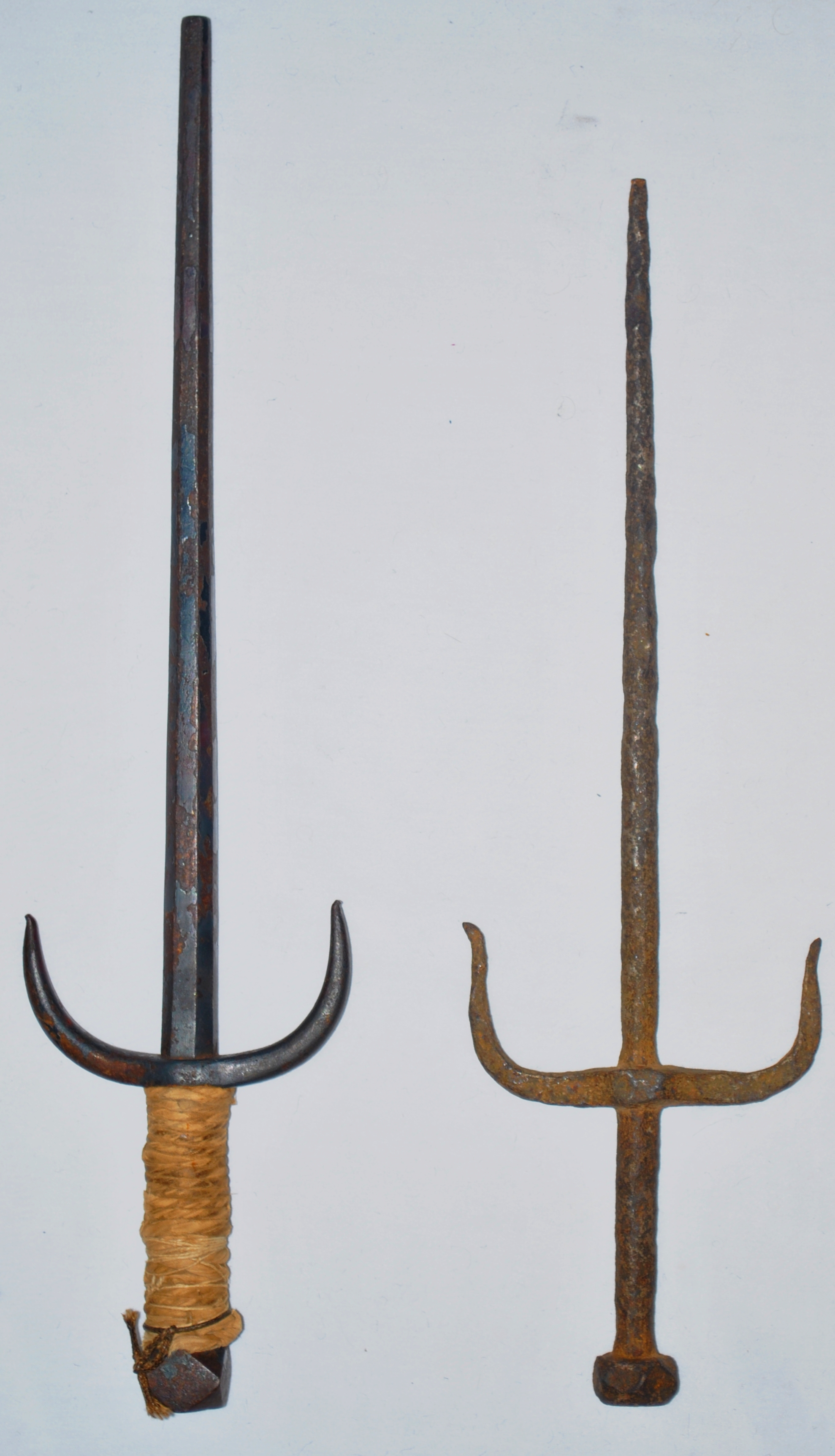
دو سای قدیمی

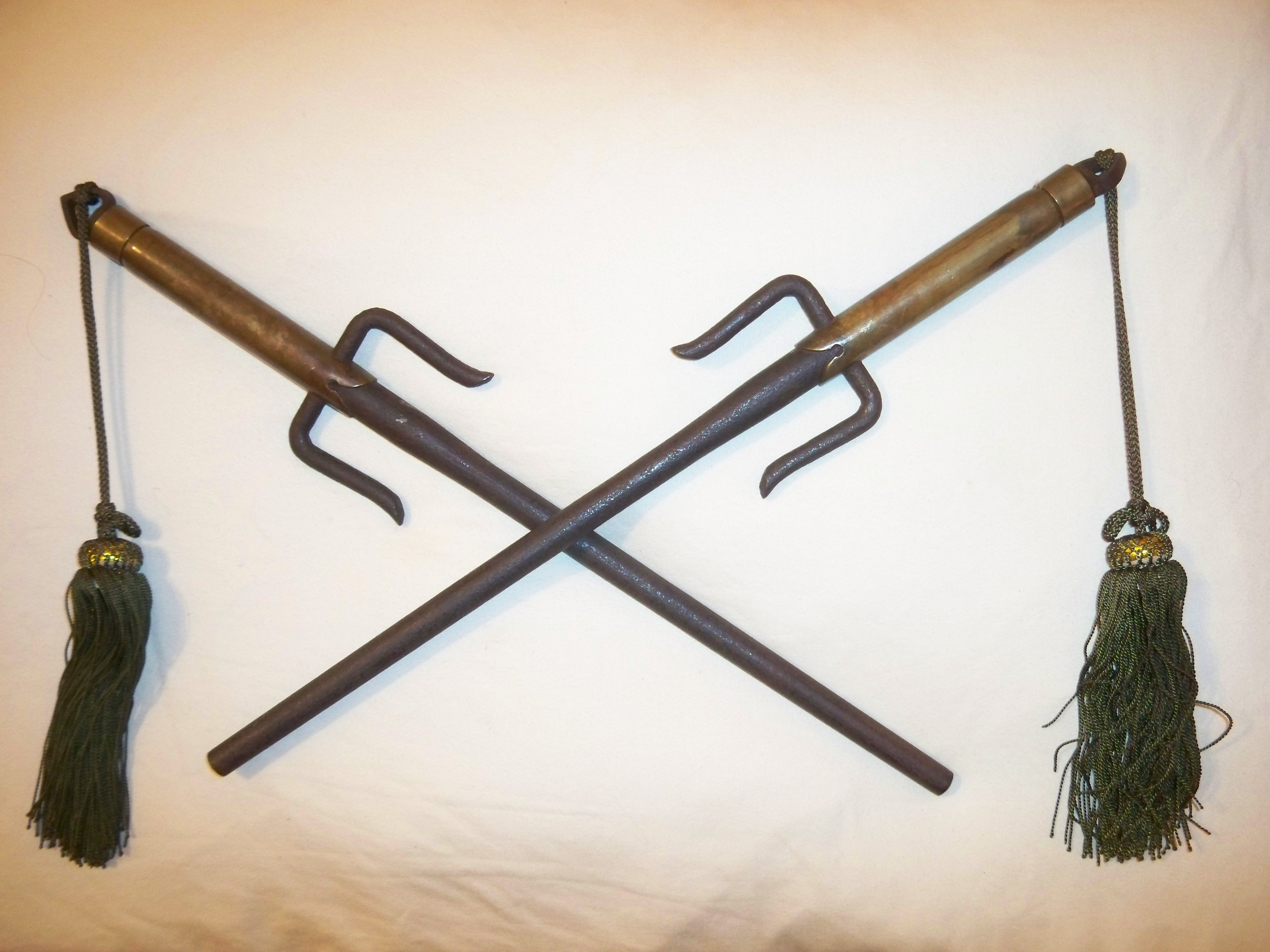
دو سای-جیت

سای (به ژاپنی: 釵) یک سلاح سرد ژاپنی است. این اسلحه بیشتر در جزیره اوکیناوا استفاده می‌شد.

## تاریخچه
پیش از آنکه این اسلحه با نام سای به اوکیناوا وارد شود در کشورهای دیگری مانند اندونزی، هند، مالزی، ویتنام، چین، و تایلند بکار می‌رفته در اندونزی چنین سلاحی را چابانگ (chabang) می‌نامیدند که خود نوع پیشرفته سلاحی است که در هند با نام تریشولا (به هندی: त्रिशुल) شناخته می‌شود. گمان می‌رود که این اسلحه از ریشه وسیله‌ای مانند چنگک کشاورزی باشد که کشاورزان از آن استفاده می‌کردند. این اسلحه با نام سای در اصل در جزیره اوکیناوای کشور ژاپن استفاده می‌شد. پلیس محلی اوکیناوا (Ufuchiku) در دوره فئودال ژاپن از وسیله‌ای مانند سای بهره می‌برد که بنام جیت یا جوت شناخته می‌شد و شباهت زیادی با اسلحه سای دارد. جیت در نوع پیشرفته با نام سای-جیت نیز شناخته می‌شود.
این اسلحه توسط موتو چوهئی (Moto Chohei) یک شاهزاده اوکیناوایی در سال ۱۶۶۸ به صورت پیشرفته درآمد.

## کارکرد
این اسلحه به‌شکل یک نیزه کوتاه سه‌شاخه است و معمولاً سای به صورت جفت کاربرد دارد. گاهی سومین سای هم می‌تواند وجود داشته باشد که به عنوان جایگزین یا کاربرد پرتابی آن حمل می‌شود.
این باور وجود دارد که کشاورزان اوکیناوایی از سای برای مقابله با کاتانا یا شکستن آن استفاده می‌کردند. اما در واقع این سلاح برای مبارزه با سامورایی ها و جنگ افزارها ی آنان ساخته نشده.

گفته می‌شود که سای مانند بیشتر سلاح‌های کشاورزان به صورت تصادفی به وجود آمده و کم‌کم در سبک‌های رزمی (Kobudo) اوکیناوا آموزش داده شده و سپس به هنر رزمی ژاپنی کاراته وارد شد.

در هنرهای رزمی ژاپن با سلاحی به نام «مانجی سای» نیر کار می‌کنند که این سلاح به شکل صلیب شکسته است.مشابه سلاح سای در هنر های رزمی هندی و چینی نیز فراوان است.

## قطعات
سای شامل ۶ قسمت اصلی زیر است:
- تسوکاگاشیرا (Tsukagashira): انتهای دستگیره سای که معمولاً کمی برجسته تر از خود دستگیره است.
- تسوکا (Tsuka): دستگیره اسلحه سای است که گاه برای تسلط بیشتر موادی مانند طناب کنف بدور آن پیچیده می‌شود
- موتو (Moto): نقطه تماس دو شاخه محافظ (یوکو) و شاخه اصلی (مونوچی)
- یوکو (Yoko): دو شاخه که به صورت متقارن در کنار مونوچی قرار دارند و بیشتر نقش محافظت دارند.
- مونوچی (Monouchi): محور یا شاخه اصلی سای است که به صورت گرد یا چند سطحی می‌تواند باشد.
- ساکی (Saki): نوک شاخه اصلی اسلحه سای که در نوع آموزشی آن همواره به صورت کند و گرد می‌باشد.[۶]

تریشولا

## در رسانه ها
لاکپشت های نینجا یک کمیک آمریکایی است که در آن سلاح سای در دست یکی از چهار شخصیت اصلی قرار دارد. در این کمیک شخصیت رافائل در مبارزات خود از سلاح سای استفاده می کند.

## کاتای سای
گمان می‌رود که کاتای سای زمان زیادی است که وجود دارد و از نسلی به نسل دیگر منتقل می‌شده و بسیار بیشتر از کاتاهای کنونی (با سای) بوده‌است و با گذشت زمان استادان بزرگ هنرهای رزمی ژاپن بیشتر این کاتاها و حرکات را حذف کردند. علت حذف آن‌ها سختی بیش از حد یادگیری و تأثیر کم آن‌ها در مبارزات واقعی بوده.